# NGC 1515
NGC 1515 este o emission-line galaxy⁠(d) situată în constelația Peștele de Aur. A fost descoperită în 5 noiembrie 1826 de către James Dunlop. Se află la o distanță de 17,54 megaparseci de Pământ.